# Хирон (город)
Хирон (исп. Girón) — город и приход (parroquia) в Эквадоре, на территории провинции Асуай. Является административным центром одноименного кантона.
Город Хирон расположен в 44 км к юго-западу от столицы провинции Асуай г. Куэнка, находится в Эквадорских Андах (известных как «Сьерра») на высоте 2160 м над уровнем моря.

## История
Во времена Империи инков эта местность была известна как Пакайбамба, что означает Долина деревьев гуавы. Название Хирон было дано городу конкистадором Франсиско Эрнандесом Хироном во время его пребывания там в 1534 году. Точная дата основания города неизвестна, так как соответствующие документы утеряны.
В Хироне есть центральная площадь с парком и современной церковью. Путеводитель по Эквадору пишет: «Хирон построен вокруг красивой центральной площади, над которой возвышаются некогда величественные старые дома с глиняными черепичными крышами и деревянными балконами, а также довольно авангардная бетонная церковь». Многие из его улиц застроены домами колониальной и республиканской эпох. 20 декабря 2006 года город был объявлен Patrimonio Cultural de la Nación (Национальное культурное наследие) .